# Olenivka, Bilohirsk
Olenivka (în ucraineană Оленівка) este un sat în comuna Zemleanîcine din raionul Bilohirsk, Republica Autonomă Crimeea, Ucraina.

## Demografie
Componența lingvistică a localității Olenivka
     Rusă (48,28%)
     Tătară crimeeană (34,48%)
     Ucraineană (17,24%)
Conform recensământului din 2001, nu exista o limbă vorbită de majoritatea populației, aceasta fiind compusă din vorbitori de rusă (48,28%), tătară crimeeană (34,48%) și ucraineană (17,24%).